# Björkarn
Björkarn är en sjö i Norrtälje kommun i Uppland och ingår i Norrtäljeåns huvudavrinningsområde. Sjön har en area på 0,374 kvadratkilometer och ligger 10,2 meter över havet. Sjön avvattnas av vattendraget Norrtäljeån (Ålderskärrån).

## Delavrinningsområde
Björkarn ingår i det delavrinningsområde (662692-165011) som SMHI kallar för Utloppet av Björkarn. Medelhöjden är 25 meter över havet och ytan är 13,39 kvadratkilometer. Räknas de 10 avrinningsområdena uppströms in blir den ackumulerade arean 156,07 kvadratkilometer. Avrinningsområdets utflöde Norrtäljeån (Ålderskärrån) mynnar i havet. Avrinningsområdet består mestadels av skog (49 procent), öppen mark (10 procent) och jordbruk (36 procent). Avrinningsområdet har 0,36 kvadratkilometer vattenytor vilket ger det en sjöprocent på 2,7 procent.